# Filip Filipović

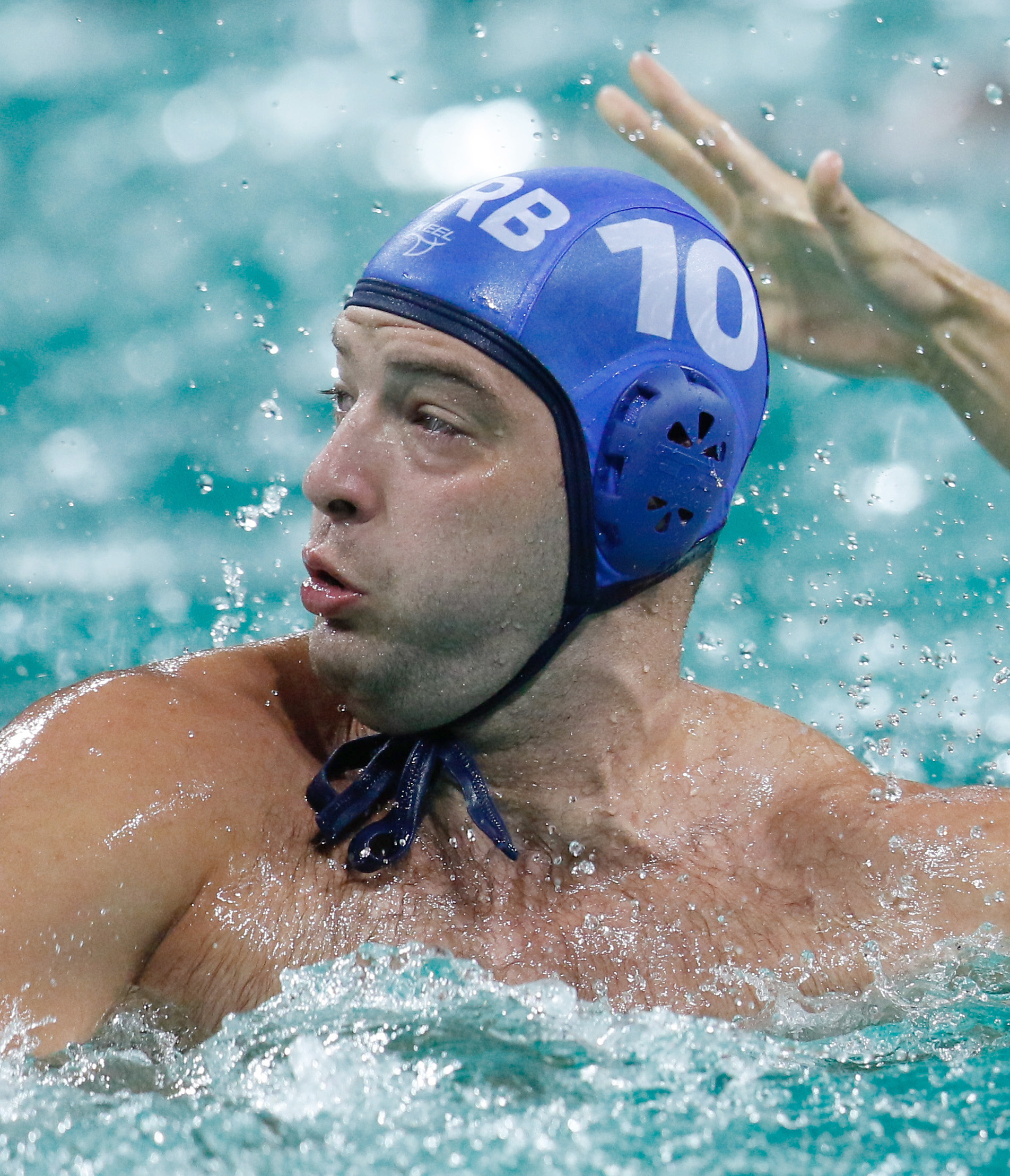
Filip Filipović 2016 in Rio de Janeiro

Filip Filipović (serbisch-kyrillisch Филип Филиповић; * 2. Mai 1987 in Belgrad) ist ein serbischer Wasserballspieler. Er war je zweimal Olympiasieger und Weltmeister sowie sechsmal Europameister.

## Sportliche Karriere
Filip Filipović begann seine internationale Karriere 2003, als er mit der Wasserball-Nationalmannschaft von Serbien und Montenegro den Titel bei der Europameisterschaft 2003 gewann. 2005 gehörte er zur Mannschaft, die bei den Mittelmeerspielen in Almeria die Bronzemedaille gewann.
2006 trennten sich Serbien und Montenegro und fortan spielte der 1,96 m große Linkshänder am rechten Flügel für die serbische Nationalmannschaft. 2006 war Belgrad Austragungsort der Europameisterschaft. Mit einem 9:8 im Finale gegen die ungarische Mannschaft gewannen die Serben den Titel. Bei der Europameisterschaft 2008 in Malaga trafen im Finale die Mannschaften Montenegros und Serbiens aufeinander und Montenegro siegte mit 6:5. Im gleichen Jahr trat Filip Filipović in Peking erstmals bei Olympischen Spielen an. Die Serben belegten in der Vorrunde den dritten Platz hinter den Mannschaften aus den Vereinigten Staaten und aus Kroatien. Nach einem Viertelfinalsieg über Spanien und einer Halbfinalniederlage gegen das US-Team trafen die Serben im Spiel um eine Bronzemedaille auf die Mannschaft aus Montenegro, die Serben gewannen mit 6:4. Filipović hatte im Turnierverlauf vier Tore erzielt.
2009 gewann die serbische Nationalmannschaft mit Filip Filipović die Titel bei den Mittelmeerspielen in Pescara und bei der Weltmeisterschaft in Rom. 2010 folgte die Bronzemedaille bei der Europameisterschaft in Zagreb, nachdem die Serben im Halbfinale mit 9:10 gegen die kroatischen Gastgeber verloren hatten. 2011 bei der Weltmeisterschaft in Shanghai erreichten die Serben das Finale und unterlagen dann den Italienern mit 7:8. Anfang 2012 siegte Serbien im Finale der Europameisterschaft in Eindhoven gegen Montenegro. Bei den Olympischen Spielen in London gewannen die Serben ihre Vorrundengruppe. Nach einem Viertelfinalsieg gegen Australien verloren die Serben im Halbfinale gegen die Italiener und trafen im Spiel um Bronze wieder auf Montenegro. Die Serben gewannen dieses Spiel mit 12:11. Filipovic erzielte im Turnierverlauf 18 Tore, davon drei im Spiel um Bronze. In der Schlussminute des Spiels um Bronze passte er den Ball auf Vanja Udovičić, der den entscheidenden zwölften Treffer erzielte.
2014 besiegten die Serben im Finale der Europameisterschaft in Budapest die ungarische Mannschaft. Bei der Weltmeisterschaft 2015 in Kasan bezwangen im Finale die Serben die Kroaten mit 11:4. Anfang 2016 gewannen die Serben den Titel bei der Europameisterschaft in Belgrad. Beim olympischen Wasserballturnier in Rio de Janeiro belegten die Serben in ihrer Vorrundengruppe nur den vierten Platz. Mit Siegen über Spanien im Viertelfinale und über Italien im Halbfinale erreichten die Serben gleichwohl das Finale und bezwangen dort die kroatische Mannschaft mit 11:7. Filipović erzielte zwei seiner 19 Turniertore im Finale.
2017 bei der Weltmeisterschaft in Budapest gewann das serbische Team die Bronzemedaille, nachdem sie im Halbfinale gegen die Kroaten verloren hatten. 2018 siegte Serbien bei den Mittelmeerspielen in Taragona und kurz darauf bei der Europameisterschaft in Barcelona. Nachdem die serbische Mannschaft sowohl bei der Weltmeisterschaft 2019 als auch bei der Europameisterschaft 2020 lediglich den fünften Platz belegt hatte, flog sie nicht als Favorit zu den Olympischen Spielen in Tokio. Serbien unterlag in der Vorrunde gegen Spanien und Kroatien. Nach einem Viertelfinalsieg über Weltmeister Italien und einem Halbfinalsieg über die Spanier gewannen die Serben das Finale gegen die Griechen mit 13:10.
Auf Vereinsebene spielte Filip Filipović bis 2009 bei VK Partizan Belgrad und danach meist in Italien bei Pro Recco. Sowohl mit Belgrad als auch mit Recco war Filip Filipović nationaler Meister und im Europapokal erfolgreich. Nach dem Olympiasieg 2016 wurde Filip Filipović von der Zeitschrift Swimming World zum Wasserballspieler des Jahres gekürt.